# Johannis Pas
Johannis Pas (Heteren, 22 november 1869 – Den Haag, 15 december 1937) was een Nederlands bestuurder en schoolopziener van het arrondissement Oldenzaal. Tussen 1916 en 1920 was hij burgemeester van Weerselo.
Voordat hij burgemeester werd, was Pas onderwijzer en later hoofdmeester van een school in Enschede en stond hij op de lijst als kandidaat voor een Kamerzetel voor het district Almelo. In 1908 werd hij directeur van de in dat jaar opgerichte rooms-katholieke HBS aan de Van der Waalslaan in Enschede, op de plek van het huidige Bonhoeffer College. Na zijn periode als burgemeester vertrok Pas naar Schiedam alwaar hij als inspecteur in 1930 zijn 40-jarig jubileum in het onderwijs vierde. Hij was geridderd tot Officier in de Orde van Oranje-Nassau.
Pas overleed op 68-jarige leeftijd en werd begraven op begraafplaats Sint Petrus Banden in Den Haag.